# Exposition universelle de 1962
L'Exposition universelle de 1962, officiellement appelée en anglais la Century 21 Exposition ou Seattle World's Fair (Exposition du 21e siècle ou Exposition universelle de Seattle) est une Exposition universelle qui s'est tenue du 21 avril au 21 octobre 1962 à Seattle dans l'État de Washington (Nord-Ouest des États-Unis),. Près de 10 millions de personnes la visitèrent.
Comme prévu, l'Exposition laissa un parc d'expositions et plusieurs bâtiment publics, certains étant crédités d'avoir revitalisé l'économie et la vie culturelle de Seattle. L'Exposition vit la construction de la Space Needle et de l'Alweg monorail ainsi que plusieurs enceintes sportives comme le Washington State Coliseum, aujourd'hui la KeyArena et des bâtiments culturels comme la Playhouse, aujourd'hui l'Intiman Theatre, la plupart ayant depuis été remplacés ou fortement modifiés.
Le site, qui a connu une légère expansion depuis l'Exposition, est maintenant appelé le Seattle Center. L'United States Science Pavilion est maintenant le Pacific Science Center (en). Un autre bâtiment notable du Seattle Center, l'Experience Music Project, fut construit près de 40 ans plus tard et volontairement conçu pour s'intégrer dans l'atmosphère du parc des expositions.
La Century 21 fut bénéficiaire.